# Alchemilla aemula
Alchemilla aemula es una especie de planta del género Alchemilla, perteneciente a la familia Rosaceae.

## Taxonomía
Alchemilla aemula fue descrita por Juz. en 1933.

## Distribución
Se encuentra en el territorio de Crimea y el Cáucaso septentrional.